# Secotomodes
Genre
Secotomodes est un genre de collemboles de la famille des Isotomidae.

## Distribution
Les espèces de ce genre se rencontrent en Eurasie.

## Liste des espèces
Selon Checklist of the Collembola of the World (version du 31 août 2019) :
- Secotomodes caucasicus Potapov, 1988
- Secotomodes sibiricus Potapov, 1988

## Publication originale
- Potapov, 1988 : Description of a new genus of Isotomidae (Collembola) from mountain regions of the USSR. Zoologicheskii Zhurnal, vol. 67, no 1, p. 144-148.